# Lucía Seles
Pour les articles homonymes, voir Celes ou Seles.
Lucía Seles est une réalisatrice argentine.

## Biographie
Lucía Seles a réalisé une trilogie (Smog en tu corazón, Saturday Disorders, Weak Rangers), présentée en 2022 au Festival international du cinéma indépendant de Buenos Aires, qui « a sorti son cinéma de l'underground où il s'était retrouvé (après une première période visible à Mar del Plata en 2006) ».
Terminal Young et The Urgency of Death sont sélectionnés au festival international du film de Valdivia 2024.

## Filmographie
- 2006 : Mujer sin n destino (coréalisation : Rocío Fernandes)
  - Baixo erotism (coréalisation : Rocío Fernandes)
- 2020 : The bad twins travelers
  - Homenaje a oprah winf
  - 06 supervisoras
  - Mother Poetry
- 2021 : Temuco 16
- 2022 : Smog en tu corazón
  - Saturdays Disorders
  - Weak Rangers
  - Europe 16
  - Early kirk - iglesia temprana
  - Carrefur Virgin
  - Lista y lista from morir
- 2023 : Terminal Young
  - The Urgency of Death
- 2024 : Fire Supply